# Riachão (kommun i Brasilien, Paraíba)
Riachão är en kommun i Brasilien.   Den ligger i delstaten Paraíba, i den östra delen av landet, 1 700 km nordost om huvudstaden Brasília. Antalet invånare är 3 274. Arean är 90 kvadratkilometer.
Terrängen i Riachão är kuperad åt sydväst, men åt nordost är den platt.
Omgivningarna runt Riachão är huvudsakligen savann. Runt Riachão är det ganska tätbefolkat, med 90 invånare per kvadratkilometer.